# Lizz
Elisa Espinoza (Hualpén, Región del Biobío, Chile, 17 de marzo de 1992), conocida como Lizz es una DJ y MC chilena, además de cantante, compositora y productora. Su música se caracteriza por mezclar sonidos del underground latino con influencias del trap, reggaeton y música electrónica. 
Es co-fundadora del subgénero neoperreo.

## Biografía y carrera artística
Tras pasar su infancia en Hualpén, viaja a los 17 años a Oxford, Reino Unido, donde estudia Lengua inglesa y Literatura en la Universidad Oxford Brookes. Al regresar a Chile, estudia Historia del Arte con mención en Estética en la Universidad de Chile.
Comienza a ser DJ en 2012, mezclando reggaeton y trap bajo el seudónimo Lizz. Sus primeros escenarios fueron fiestas como Perreo Intenz y Hotmess en Santiago de Chile, en las cuales presentaba una propuesta visual inspirada de la vida de barrio, el internet y el arte.
En 2016 publica su primer EP titulado Imperio Vol. 1, mezclando sus raíces latinas con la black music, seguido por sencillos y colaboraciones con artistas como Tomasa del Real, Akatumamy, Albany, Ceaese, Panda Bear y Slow Body.
En 2017 el remix de su canción Chacal, es parte de la banda sonora oficial de la serie Élite de Netflix (Temporada 1, Episodio 3).
En 2021 estrena el sencillo titulado La Puteria, en colaboración con la cantante chilena Tomasa del Real.
Lizz ha tocado en los festivales Lollapalooza, Primavera Sound, Ultra Festival, Creamfields, EDC MEX y Cabuland. Actualmente es residente de la radio europea Rinse FM.

## Discografía
EP’s
- 2016: Imperio, Vol. 1
- 2017: Chacal (Remix)
- 2022: NALGOTHIC

Sencillos
- 2017: Fin de semana (ft. Ceaese)
- 2017: Perdón (ft. Slim Dee)
- 2017: Mercurio Lento
- 2019: Embalao
- 2020: A Lo Loko
- 2020: Sexi Movimiento
- 2020: Papi Dame Lo Que Quiero
- 2020: Esa Niña Quiere (ft. Don Elektron y Jamez Manuel)
- 2020: Te Gusta el Perreo? (ft. Tomasa del Real, Dj Sustancia y TECH GRL)
- 2021: Culo
- 2021: La Puteria (ft. Tomasa del Real)
- 2021: Tengo Que Olvidarte
- 2022: Sorry
- 2022: Click Clack (ft. Akatumamy)
- 2022: Pal Pary (ft. Albany y Zevra)
- 2022: Pal Pary (Vicenta, Lizz)
- 2023: AMIGA (Lizz, Tomasa del Real)

Cuenta actualmente con múltiples DJ Set en sus redes sociales musicales y artísticas, Set List´s tocados tanto en fiestas masivas como en su gran y último Euro Tour.